# Alex Chauvel
Alex Chauvel (nom de plume d’Alexandre Chauveau) est un auteur français de bande dessinée né à Saint-Nazaire le 4 juin 1986.

## Biographie
Élève de l'École européenne supérieure de l'image, il cofonde en 2010 les éditions Polystyrène avec cinq autres étudiants de l'école.
Son travail est aussi bien marqué par Lewis Trondheim ou Ibn Al Rabin que par les sciences humaines, les mythologies ou la littérature rabelaisienne.
Particulièrement actif dans le milieu de la bande dessinée, il a également écrit un livre jeunesse et réalise régulièrement des illustrations pour des magazines et ouvrages, sur des sujets divers souvent liés à la pop culture.
Il vit à Berlin.

## Publications

### Bandes dessinées
Participations aux revues, fanzines et collectifs DMPP, Biscoto, Polychromies, Gorgonzola, Béton, Lo Straniero, La Septième Obsession, Sorociné, Silhouette, Georges, Bibi avait tout prévu, Maté, etc.
- Le Trésor du capitaine Red, 2 tomes, Polystyrène, 2011.
- Lorsque nous étions 10000 en Europe, Polystyrène, 2012.
- Alcide, Polystyrène, 2011.
- Thomas et Manon, dessins de Rémi Farnos, Polystyrène, 2015.
- Toutes les mers par temps calme, Polystyrène, 2016.
- Elisa et Selma - La Vallée des trolls, La joie de lire, 2016.
- Todd le Géant s'est fait voler son slip, The Hoochie Coochie, 2017.
- Les Profondeurs, Polystyrène, coll. « Façades », 2019.
- Les Aventures de la vie, Hécatombe, coll. « RVB », 2019.
- Les Quatre Détours de Song Jiang, dessins de Guillaume Trouillard, Éditions de la Cerise, 2020.
- Les Pigments sauvages, The Hoochie Coochie, 2022.
- Les murailles invisibles, dessin de Ludovic Rio, Dargaud :
  - Tome 1, 2023.
  - Tome 2, 2024.
- Ours liquide, bande dessinée rouleau de 15 mètres, Round Not Square, 2023[8].

### Livre illustré
- Le monde des archi-fourmis, album jeunesse, texte illustré par Mai-Li Bernard, éditions Amaterra, 2017.
- Retour à Movieland, textes de David Honnorat, Hachette, 2020.
- Vinoland, textes de Sébastien Durand-Viel, Hachette, 2021.
- The Legend of Zelda : le Jardin et le Monde, textes de Victor Moisan, Façonnage éditions, 2021.